# Horst Schmidtsdorff
Horst Schmidtsdorff war ein deutscher Landrat. 

## Leben
Er trat der NSDAP bei und erhielt die Funktion des Kreisleiters der NSDAP in der ostpreußischen Stadt Gołdap übertragen. Am 28. November 1940 wurde er als kommissarischer Landrat des Landkreises Sudauen eingesetzt. Mit Wirkung vom 1. Januar 1942 übernahm er offiziell dieses Amt in Sudauen. Nachdem er zum Jahresanfang 1943 zur deutschen Wehrmacht einberufen wurde, musste er von Landrat Karl von Buchka aus Goldap vertreten werden.